# Desmomys yaldeni
Desmomys yaldeni là một loài động vật có vú trong họ Chuột, bộ Gặm nhấm. Loài này được Lavrenchenko mô tả năm 2003.